# Constant Vanden Stock
Pour les articles homonymes, voir Stock (homonymie).
Constant Vanden Stock, né le 13 juin 1914 à Anderlecht (Bruxelles) en Belgique et mort le 19 avril 2008 à Uccle (Bruxelles) en Belgique est une personnalité importante du football belge, joueur, entraîneur, puis dirigeant sportif, président du RSC Anderlecht pendant 26 ans. Il est aussi un des dirigeants de la brasserie Belle-Vue.

## Biographie
Constant Vanden Stock est joueur au poste d'arrière gauche dans l'équipe de la Royale Union Saint-Gilloise de 1938 à 1943. Il y est affilié jusqu'en 1950.
Il est sélectionneur de l'équipe de Belgique de football de 1958 à 1968.
Il est ensuite le président du RSC Anderlecht entre 1971 et 1997. Durant cette période le club remporte 10 titres de champion, 7 Coupes de Belgique et 2 coupes de la Ligue Pro. Sur le plan européen Anderlecht remporte la Coupe des vainqueurs de Coupe à deux reprises (1976, 1978) et une fois la coupe de l'UEFA (1983).
En 1974, il est cofondateur de la Pro League.
Son fils Roger lui succède à la présidence du club en 1997.
Le stade Constant Vanden Stock, situé en plein cœur du parc Astrid à Anderlecht, où évolue le Royal Sporting Club d'Anderlecht, porte le nom du président légendaire du club, en hommage aux vingt six années au cours desquelles il a bâti la légende du club belge.
Constant Vanden Stock meurt le 19 avril 2008 à l'âge de 93 ans et est inhumé au Vogelenzang à Anderlecht à Bruxelles.